# GNV Aries
Le GNV Aries est un ferry ayant appartenu la compagnie italienne Grandi Navi Veloci (GNV). Construit entre 1986 et 1987 aux chantiers Govan Shipbuilders à Glasgow  pour la compagnie britannique P&O Ferries, il portait à l'origine le nom de Norsea. Mis en service en mai 1987 entre le Royaume-Uni et les Pays-Bas, il est dans un premier temps exploité sous les couleurs de la filiale North Sea Ferries avant d'être transféré en 1996 au sein de P&O Ferries et par la suite affecté entre le Royaume-Uni et la Belgique en 2002. Rebaptisé Pride of York en 2003, il reste exploité par P&O Ferries jusqu'à la fermeture définitive de la ligne en décembre 2020. Cédé à GNV en avril 2021, il est inséré en juin sur les liaisons de l'armateur italien entre l'Italie continentale et la Sicile sous le nom de GNV Aries. Retiré de la flotte GNV en octobre 2024 à la suite d'une avarie, il est vendu pour démolition en Turquie et échoué sur la plage d'Aliağa en janvier 2025.

## Historique

### Origines et construction
Au milieu des années 1980, la compagnie britannique P&O Ferries et la compagnie néerlandaise Nedlloyd décident de renouveler la flotte de leur filiale North Sea Ferries en service sur les liaisons reliant le Royaume-Uni aux Pays-Bas. En raison de l'augmentation du trafic sur cet axe, la nécessité de construire des unités plus capacitaires afin de remplacer les jumeaux Norland et Norstar s'impose. Les deux actionnaires passent alors chacun la commande d'un navire identique.
Par rapport à leur prédécesseurs, ces futurs navires affichent des dimensions de 180 mètres de long pour 25 mètres de large. Avec une capacité de 1 200 passagers, 850 véhicules et 180 remorques, ils sont conçus pour absorber plus efficacement le flux de passagers et de marchandises. Quant aux aménagements, ils disposent de tout le confort moderne avec des salons, plusieurs espaces de restauration ainsi que des galeries marchandes. Afin de gagner du temps et de permettre une mise en service simultanée, la construction des deux navires sera confiée à deux chantiers navals distincts. Tandis que P&O Ferries passe commande de son navire auprès des chantiers Govan Shipbuilders de Glasgow, en Écosse, Nedlloyd fait pour sa part réaliser le sien au Japon.
Baptisé Norsea, le navire de P&O est lancé le 9 septembre 1986. Après huit mois de finitions, il est livré à son armateur le 2 mai 1987.

### Service

#### North Sea Ferries/P&O Ferries (1987-2021)
Le Norsea est mis en service le 8 mai 1987 entre Hull et Rotterdam. Quelques jours plus tard, il est rejoint sur cet axe par son jumeau le Norsun, en provenance directe du Japon. À partir de 1996, les services de la filiale North Sea Ferries sont transférés au sein de P&O Ferries. En conséquence, le Norsea arbore sur sa coque la livrée de son propriétaire.

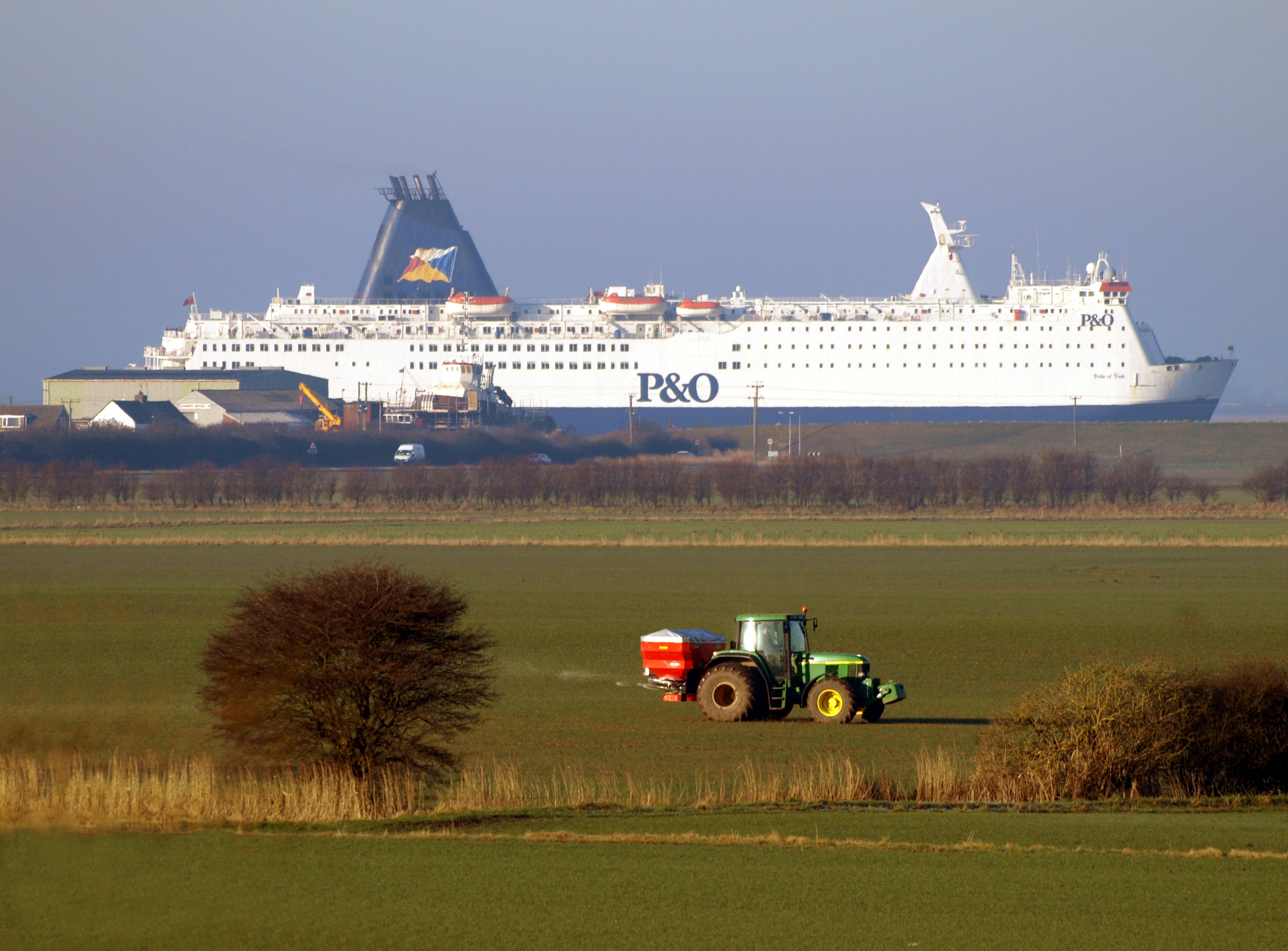
Le Pride of York vu depuis la campagne du Yorkshire.

En décembre 2001, le navire connaît quelques travaux de transformations consistant en l'ajout de cabines supplémentaires à l'avant du pont 4. Quelques mois plus tard, en mars 2002, en raison de l'arrivée des nouveaux Pride of Hull et Pride of Rotterdam, le Norsea et son sister-ship sont transférés sur la liaison reliant Hull et Zeebruges, en Belgique. Cette même année, le 2 septembre, le navire est victime d'un incendie au niveau de la salle des machines. Si le sinistre est rapidement maitrisé et éteint par l'équipage, les dégâts qu'il a occasionné nécessiteront l'immobilisation du navire jusqu'au 9 septembre. Enfin, le 22 janvier 2003, le navire change de nom et devient le Pride of York.
Le 21 juin 2010, alors qu'il navigue en direction de Zeebruges, un incendie est repéré au niveau de la cheminée et rapidement circonscrit sans causer plus de dégâts. L'année suivante, en novembre, afin de réduire les coûts d'exploitation, le navire abandonne le pavillon britannique pour le pavillon de complaisance des Bahamas.
Le 17 mars 2014, la coque du Pride of York est légèrement endommagée en raison d'un bout de métal dépassant au niveau de l'écluse du roi George à Hull.
Au cours de l'année 2020, P&O Ferries est frappée de plein fouet par les conséquences de la crise sanitaire provoquée par la pandémie de Covid-19. Dans ce contexte, la compagnie annonce en septembre que la liaison entre Hull et Zeebruges sera définitivement abandonnée dès le mois de décembre. Après avoir achevé sa dernière rotation entre Hull et Rotterdam, le Pride of York est retiré du service et désarmé dans le port néerlandais. Le 14 avril 2021, il est vendu à la compagnie italienne Grandi Navi Veloci.

#### Grandi Navi Veloci (2021-2024)
Livré à son nouvel armateur, le navire quitte définitivement les Pays-Bas le 17 avril sous pavillon de complaisance chypriote afin de rejoindre l'Italie. Après quelques jours de navigation, il atteint le port de Naples le 24 avril. Immatriculé à Naples et rebaptisé GNV Aries, le navire est mis en service entre Naples et Palerme le 5 juin.
Le 29 juillet 2024, alors qu'il s'apprête à appareiller pour Naples, le GNV Aries est victime d'une importante panne électrique qui l'immobilise à Palerme. Conduit à Naples pour réparations, le navire est arrêté pour le reste de la saison estivale. À l'issue de celle-ci, GNV renonce cependant à le remettre en état et le revend à la ferraille. Le 21 octobre, il quitte Naples en remorque et est acheminé jusqu'à Perama, en Grèce. Immobilisé jusqu'à la fin du mois de janvier 2025, il est finalement conduit jusqu'au chantier de démolition d'Aliağa en Turquie et démantelé.

## Aménagements
Le GNV Aries possède 11 ponts. Si le navire s'étend en réalité sur 12 ponts, l'un d'entre eux est absent au niveau du garage. Les locaux des passagers occupent la totalité des ponts 4 et 5 ainsi qu'une partie du pont 6 tandis que l'équipage occupe le pont 8. Le garage occupe quant à lui les ponts 2, 3 et 3A.

### Locaux communs
Le GNV Aries dispose d'un bar-salon à l'arrière du pont 5, d'un restaurant sur le pont 4. Un cinéma et un salon se trouvent sur le pont 6 ainsi qu'une boutique et un casino sur le pont 5.

### Cabines
Le GNV Aries possède une centaine de cabines privatives externes et internes situées sur les ponts 4, 5 et 6 vers l'avant du navire. D'une capacité de deux à quatre personnes, toutes sont pourvues de sanitaires privés comprenant douche, WC et lavabo.

## Caractéristiques
Le GNV Aries mesure 179,20 mètres de long pour 25,40 mètres de large et son tonnage est de 31 785 UMS. Le navire a capacité de 1 258 passagers et est pourvu d'un garage pouvant accueillir 850 véhicules répartis sur 4 niveaux. Le garage est accessible au moyen d'une porte-rampe arrière. La propulsion du navire est assurée par deux moteurs diesels Wärtsilä-Sulzer 9ZAL40 et deux moteurs 6ZAL40 conférant une puissance de 18 390 kW entraînant deux hélices à pas variable faisant filer le bâtiment à une vitesse de 19 nœuds. Le GNV Aries possède quatre embarcations de sauvetage fermées de grande taille, deux sont situées de chaque côté. Elles sont complétées par une embarcation de secours de taille plus petite et un canot semi-rigide. En plus de ces principaux dispositifs, le navire dispose de plusieurs radeaux de sauvetage à coffre s'ouvrant automatiquement au contact de l'eau. Le navire est doté de deux propulseurs d'étrave facilitant les manœuvres d'accostage et d'appareillage.

## Lignes desservies
Sous les couleurs de North Sea Ferries puis de P&O Ferries à partir de 1996, le navire était dans un premier temps affecté entre le Royaume-Uni et les Pays-Bas sur la ligne Hull - Rotterdam. Il sera ensuite transféré en 2002 entre le Royaume-Uni et la Belgique sur la ligne Hull - Zeebruges jusqu'en 2020.
Pour le compte de Grandi Navi Veloci de 2021 à 2024, le GNV Aries était employé toute l'année entre l'Italie continentale et la Sicile sur la ligne Naples - Palerme.